# Aquila (geslacht)
Aquila is een geslacht van vogels uit de familie van de havikachtigen (Accipitridae). De wetenschappelijke naam van het geslacht is voor het eerst geldig gepubliceerd in 1760 door Mathurin Jacques Brisson.

## Soorten
De volgende soorten zijn bij het geslacht ingedeeld:
- Aquila adalberti  – Spaanse keizerarend
- Aquila africana  – Cassins kuifarend
- Aquila audax  – Wigstaartarend
- Aquila chrysaetos  – Steenarend
- Aquila fasciata  – Havikarend
- Aquila gurneyi  – Molukse arend
- Aquila heliaca  – Keizerarend
- Aquila nipalensis  – Steppearend
- Aquila rapax  – Savannearend
- Aquila spilogaster  – Afrikaanse havikarend
- Aquila verreauxii  – Zwarte arend